# Balestrino
Balestrino es un municipio de la provincia de Savona, en la región italiana de Liguria, situado a unos 70 kilómetros (43,5 mi) al suroeste de Génova y a unos 30 kilómetros (18,6 mi) al suroeste de Savona. Al 31 de diciembre de 2011, tenía una población de 607 habitantes y una superficie de 11,3 kilómetros cuadrados (4,4 mi²).

## Historia
Villa perteneciente a un marquesado independiente hasta su anexión en 1735 al Reino de Cerdeña.

## Demografía
| Gráfica de evolución demográfica de Balestrino entre 1861 y 2001 |
|                                                                  |
| Fuente ISTAT - elaboración gráfica de Wikipedia                  |